# Nalžovské Hory
Nalžovské Hory är en stad i Tjeckien. Den ligger i regionen Plzeň, i den västra delen av landet. Nalžovské Hory ligger 494 meter över havet och antalet invånare är 1 155.

## Galleri

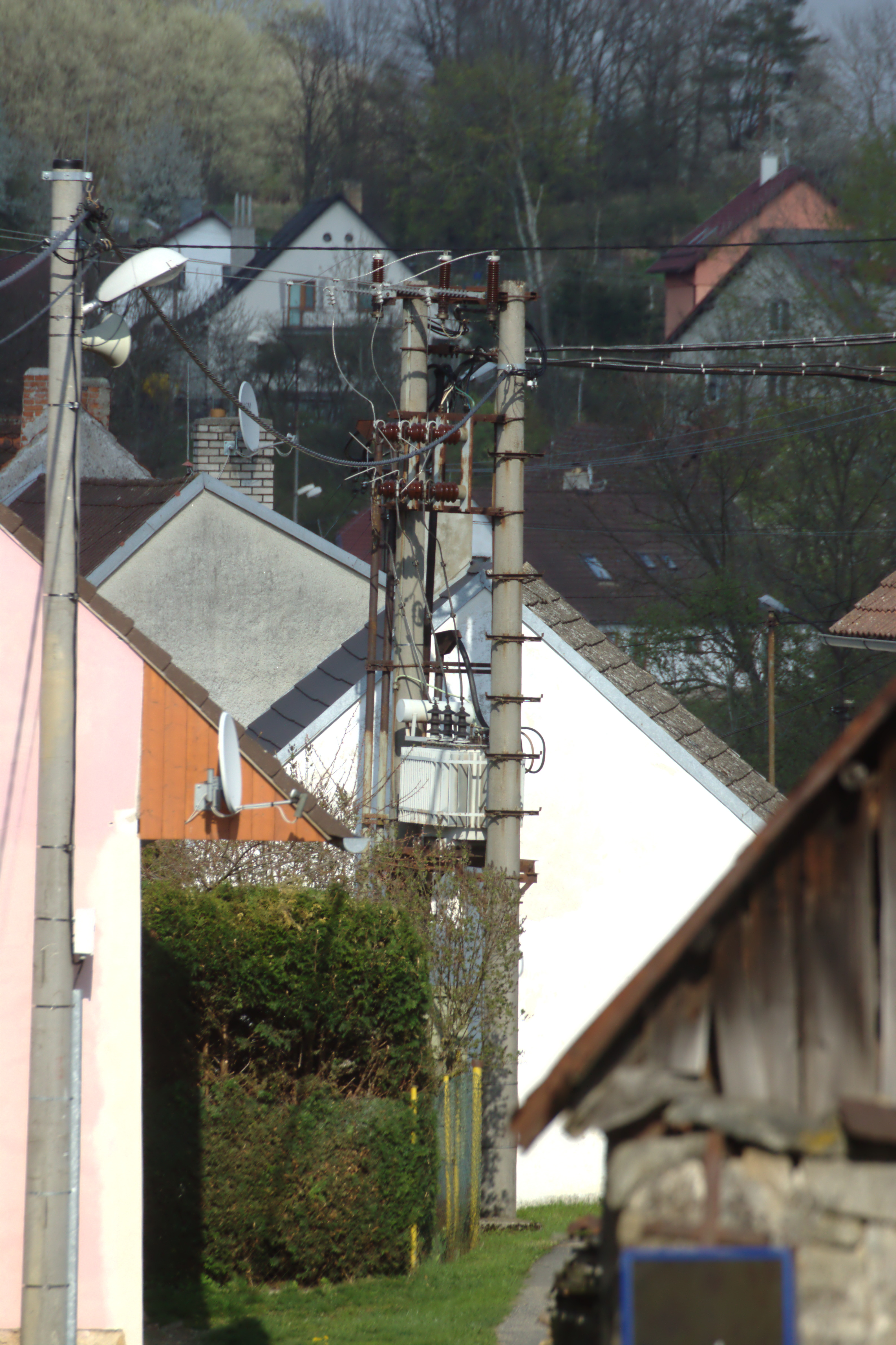
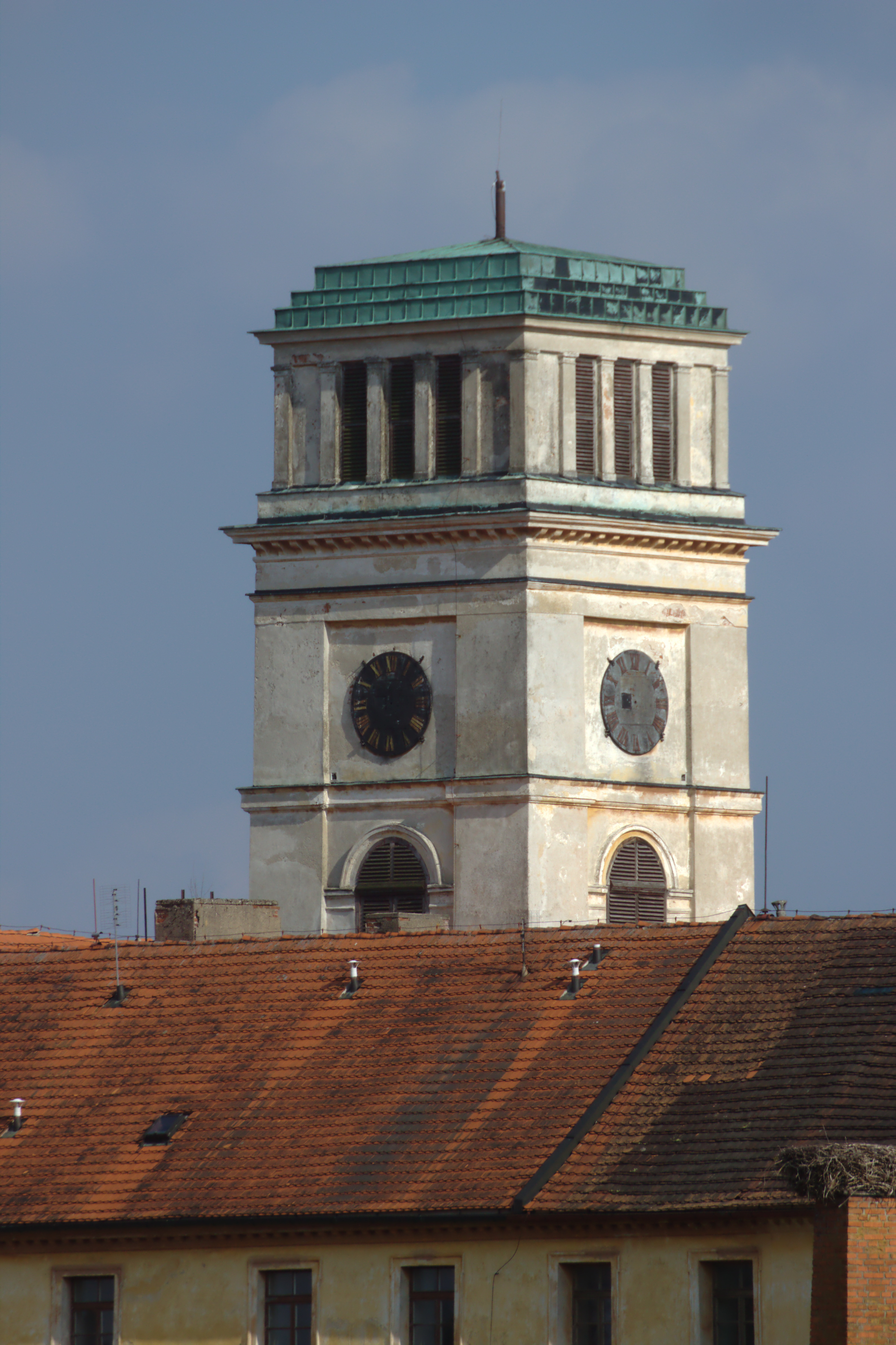
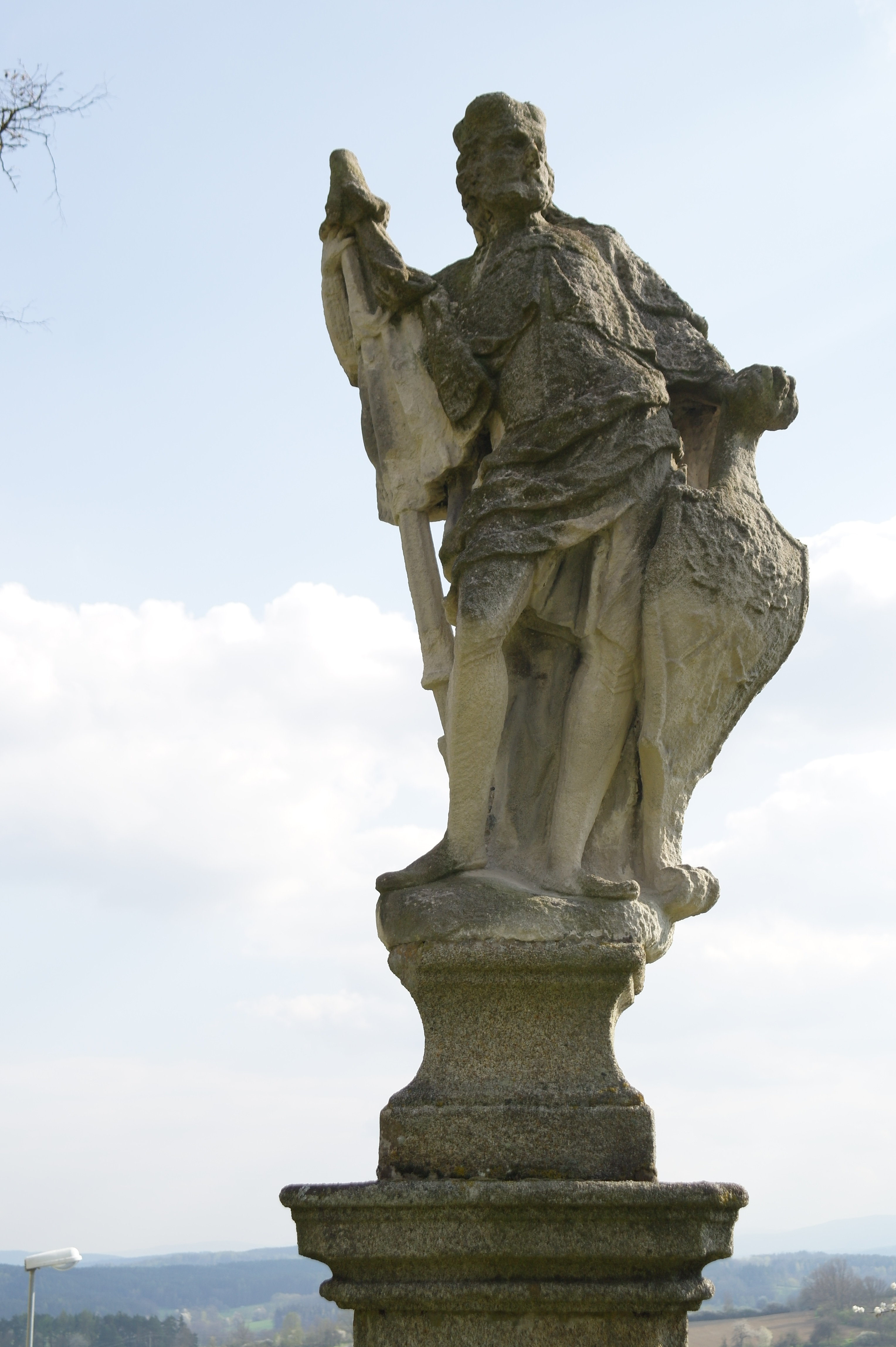